# 錦江湾フェリー
錦江湾フェリー株式会社（きんこうわんフェリー）は、鹿児島県鹿児島市に本社のあったいわさきグループの海運会社である。主に薩摩半島の鹿児島県山川町と大隅半島を連絡する航路を運営していた。
本項では、同社の運航した航路を中心として、前身である佐多汽船株式会社、及び南海郵船合併後についても記述する。

## 概要
戦後、薩摩半島南部の山川町と大隅半島を連絡する航路は、九州商船の運営する鹿児島を起点とする湾内航路が根占、大根占に開かれていたほか、佐多町の個人事業による佐多への航路が存在した。1957年（昭和32年）、両半島の観光開発を進めていたいわさきグループは、個人事業の山川 - 佐多航路を買収、佐多汽船株式会社を設立して同航路の運営を行うようになった。1959年（昭和34年）には新造船「佐多丸」が就航、佐多ではグループの三州自動車のバスと連絡するダイヤが組まれ、周遊観光の便を図った。もっとも、当時は佐多岬への車道も完成しておらず、また、佐多の伊座敷漁港には桟橋の設備もなく、艀による乗下船が行われる有様であった。
その後、山川・伊座敷両港のフェリー発着施設の整備が行われ、佐多岬ロードパークが開通した1964年（昭和39年）の12月には社名を錦江湾フェリー株式会社と改め、翌1965年（昭和40年）9月1日、フェリー「第二佐多丸」が就航する。フェリー連絡の佐多から佐多岬のほか、航送による指宿から佐多岬への定期観光バスも運行を開始し、山川 - 佐多航路は全盛期を迎えた。
伊座敷漁港の厳しい港湾条件から、錦江湾フェリーでは大隅半島側の発着を根占港（根占町）に変更するよう計画し、1958年（昭和33年）から行われていた県の根占港改良工事に合わせてフェリー埠頭が建設され、1968年（昭和43年）に山川 - 根占航路が新たに開設された。これより前の1966年（昭和41年）に、同じ航路で旅客船航路を運航（九州商船から買収）していた南海郵船がいわさきグループに買収されており、競合の問題はなくなっていたが、フェリーの就航によって南海郵船の旅客船利用者は激減した。
しばらくは佐多岬に近い佐多航路も温存され、山川 - 根占・佐多の2航路となって、1972年（昭和47年）にフェリー第二船「第三佐多丸」が就航、一時期は2隻運航となり、それまでの一日5往復から8 - 9往復に増便されたが、1978年（昭和53年）には1隻運航の一日5往復に戻されている。
他方、1972年（昭和47年）に鹿児島空港が鹿児島市内の鴨池から溝辺町に移転し、空港連絡航路として空港ホーバークラフトが同年7月に加治木 - 鹿児島・桜島 - 指宿のホーバークラフト航路を開設すると、錦江湾フェリーも翌1973年（昭和48年）4月16日に加治木 - 鹿児島 - 指宿の水中翼船航路を開設したが、1975年（昭和50年）10月26日には休航し、そのまま廃止となった。空港ホーバークラフトも1977年（昭和52年）に廃止されており、きわめて短期間の高速競争であった。
1980年（昭和55年）11月、錦江湾フェリーは同グループの南海郵船に吸収合併され、山川 - 根占・佐多航路も同社の運航となって間もなく、同年12月に佐多航路は廃止され、フェリー化後15年にして個人事業以来の伊座敷漁港からは旅客船の姿が消え、山川 - 根占航路は一日5 - 6往復の運航となった。
その後20年余りの間、大きな変化はなかったが、過疎化、大隅半島の道路改良等もあって次第に不採算となり、2002年（平成14年）10月1日、航路は休止された。翌2003年（平成15年）には指宿 - 根占で新たに南九船舶による航路が開設され、山川 - 根占航路でも2006年（平成18年）にいわさきグループの鹿児島商船の運航によって航路が一時再開されたが、2010年（平成22年）に鹿児島商船は撤退、2011年（平成23年）に南九船舶が航路を指宿から山川に変更し、2024年（令和6年）現在はなんきゅうドック（南九船舶を吸収合併）によるフェリー航路として運航されている。
南海郵船の航路休止後の詳細については、山川・根占フェリーを参照されたい。

## 航路

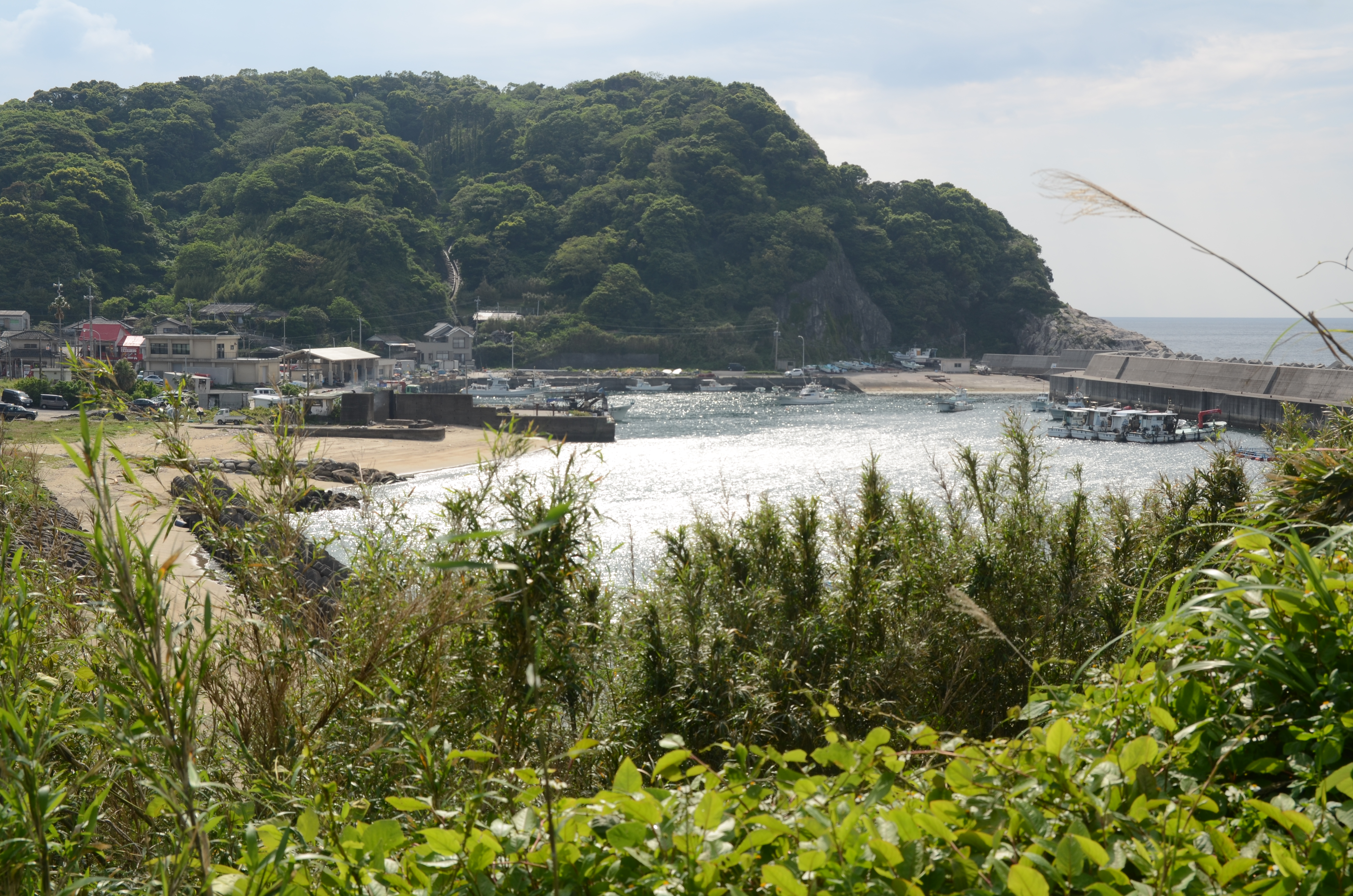
佐多港（伊座敷漁港）（2017年）

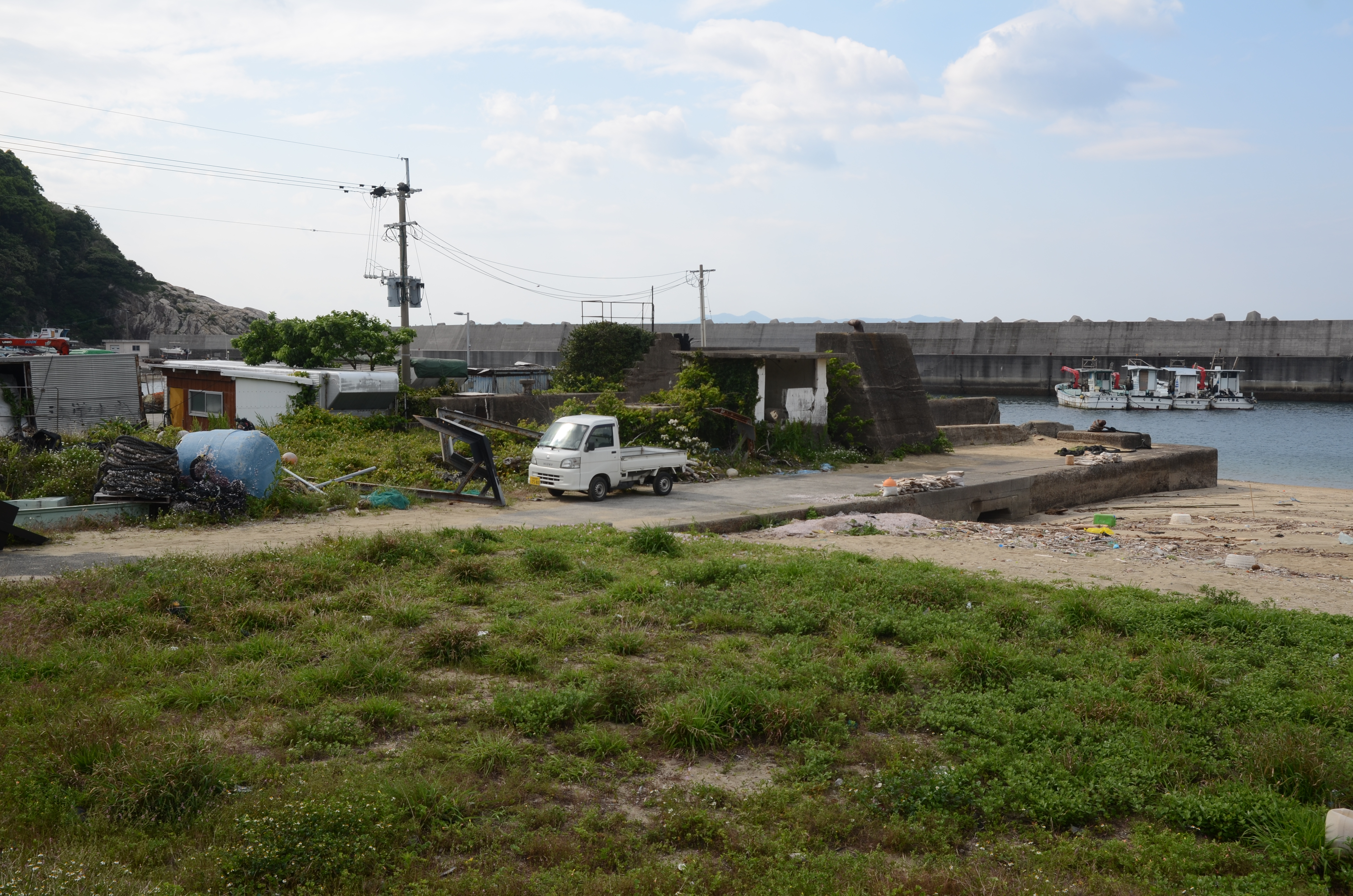
佐多港の可動橋あと（2017年）

- 山川（山川漁港） - 佐多（伊座敷漁港）

15.0km。国道269号の海上区間をトレースする。フェリー化後の所要時間55分。
個人事業時代は一日1往復。
1959年、鋼船「佐多丸」就航後、一日1往復・夏期は一日2往復。
1962年、一日2往復・夏期3往復となり、指宿ホテル下に寄港。
1965年にフェリー化され、一日3 - 4往復。
1968年、根占航路の開設により、一日3往復。
1975年、2隻運航により、一日4往復。
1978年、1隻運航に戻り、一日2往復。
1980年12月廃止。
- 山川 - 根占

17.0km。所要時間40分。
1968年開設、一日2往復。
1975年、2隻運航により一日4 - 5往復。
1978年、1隻運航に戻り一日3往復
1980年、通年一日4往復
1980年12月、航路集約により一日5 - 6往復。
- 加治木 - 鹿児島 - 指宿

60km、一日6 - 7往復。
1973年開設の水中翼船航路。1975年休止、のち廃止。

## 船舶
- 喜八丸[2]（旅客船・個人事業）

4.99総トン、木造。
- 佐多丸[1]（初代・旅客船・個人事業→佐多汽船）

1947年9月進水、木造。
16.44総トン、焼玉機関、機関出力38ps、航海速力7ノット、旅客定員40名。
- 佐多丸[16]（2代・旅客船・佐多汽船→錦江湾フェリー）

1959年5月23日竣工、三菱造船下関造船所建造。
135.09総トン、全長27.45m、型幅6.00m、型深さ2.40m、ディーゼル1基、機関出力430HP、航海速力10.5ノット、旅客定員240名。
佐多汽船の建造した唯一の旅客船。フェリー化後は予備船となり、城南交通船でも使用された。
- 第二佐多丸[17]（フェリー・錦江湾フェリー→南海郵船）

1965年5月31日竣工、三菱重工業下関造船所建造。
613.43総トン、全長52.50m、型幅10.00m、型深さ4.20m、ディーゼル2基、機関出力1,600ps、航海速力13ノット、旅客定員503名、大型バス8台。
航路初のカーフェリー。シアの強い船体に、競技場トラック型の客室が両舷に張り出す特異なスタイルであった。
客席も大半の座席が中央から外向きに配置されるなど、変わったつくりになっていた。
- 第三佐多丸[18]（フェリー・錦江湾フェリー→南海郵船）

1972年3月31日竣工、三菱重工業下関造船所建造。
997.83総トン、全長70.80m、型幅12.40m、型深さ4.80m、ディーゼル1基、機関出力1,300ps、航海速力14ノット、旅客定員1,000名、
フェリー第二船。客室の舷側への張り出しはなくなったが、ブリッジが大型化し、やはり特異なスタイルとなった。
- フェリー第五おおすみ[19]（フェリー・南海郵船）

1984年3月竣工、林兼造船長崎造船所建造。
1,300総トン、全長71.24m、型幅13.30m、型深さ4.70m、ディーゼル2基、機関出力4,200ps、航海速力15.5ノット、旅客定員800名、乗用車61台。
当初鴨池 - 垂水航路に就航、山川航路の共通予備船としての運用が考慮されており、「第三佐多丸」引退後は主船として山川航路に就航した。
- とびうお1号[20]（水中翼船・錦江湾フェリー）

1973年2月28日竣工、日立造船神奈川工場建造。水中翼船PT50。
134.13総トン、全長27.54m、型幅5.84m（翼幅10.65m）、型深さ3.56m、ディーゼル2基、機関出力2,200ps、最大速力35.8ノット、旅客定員133名。
- とびうお2号[21]（水中翼船・錦江湾フェリー）

1973年9月3日竣工、日立造船神奈川工場建造。水中翼船PT50。
134.10総トン、垂線間長26.341m、型幅5.84m、型深さ3.56m、ディーゼル2基、機関出力2,200ps、航海速力31.28ノット、旅客定員133名。